# Груя (комуна)
Груя (рум. Gruia) — комуна у повіті Мехедінць в Румунії. До складу комуни входять такі села (дані про населення за 2002 рік):
- Ізвоареле (1119 осіб)
- Груя (1810 осіб)
- Пояна-Груїй (234 особи)

Комуна розташована на відстані 270 км на захід від Бухареста, 41 км на південь від Дробета-Турну-Северина, 88 км на захід від Крайови.

## Населення
За даними перепису населення 2002 року у комуні проживали 3163 особи.
Національний склад населення комуни:
| Національність | Кількість осіб | Відсоток |
| -------------- | -------------- | -------- |
| румуни         | 2487           | 78,6%    |
| цигани         | 675            | 21,3%    |
| угорці         | 1              | < 0,1%   |

Рідною мовою назвали:
| Мова      | Кількість осіб | Відсоток |
| --------- | -------------- | -------- |
| румунська | 2635           | 83,3%    |
| циганська | 528            | 16,7%    |

Склад населення комуни за віросповіданням:
| Релігія       | Кількість осіб | Відсоток |
| ------------- | -------------- | -------- |
| православні   | 3087           | 97,6%    |
| п'ятдесятники | 70             | 2,2%     |
| адвентисти    | 5              | 0,2%     |
| римо-католики | 1              | < 0,1%   |